# Krzesiny (gmina)
Krzesiny – dawna gmina wiejska istniejąca w latach 1934–1950 (de facto 1934–42) w woj. poznańskim (dzisiejsze woj. wielkopolskie). Siedzibą władz gminy były Krzesiny (obecnie dzielnica Poznania).
Gmina zbiorowa Krzesiny została utworzona 1 sierpnia 1934 roku w powiecie poznańskim w woj. poznańskim z dotychczasowych jednostkowych gmin wiejskich: Babki, Chartowo, Czapury, Daszewice II, Garaszewo, Głuszyna, Kobylepole, Krzesinki, Krzesiny, Marlewo, Minikowo, Spławie, Starołęka Wielka, Sypniewo, Wiórek i Żegrze (oraz z obszarów dworskich położonych na tych terenach, lecz nie wchodzących w skład gmin).
27 września 1934 gminę podzielono na 12 gromad Babki, Chartowo, Czapury (z Wiórkiem), Garaszewo, Głuszyna (z Daszewicami II), Kobylepole, Krzesiny (z Krzesinkami), Minikowo (z Marlewem), Piotrowo (z Sypniewem), Spławie, Starołęka Wielka (ze Starołęką) i Żegrze.
Podczas II wojny światowej włączona do Niemiec jako Amtsbezirk Kreising. 1 kwietnia 1940 odłączono Chartowo (Kardorf) i Żegrze (Bamberg), włączając je do Poznania. Dwa lata później, 1 kwietnia 1942 gminę Krzesiny zniesiono, a jej obszar włączono do Poznania. Jedynie Babki (Altenau) i Czapury (Staffelbach) (oprócz niewielkich skrawków które też włączono do Poznania) przeniesiono do gminy Puszczykowo (Amtsbezirk Unterberg).
Po wojnie, de facto zniesiona gmina, nie występuje w powojennych wykazach i na mapach, a Babki i Czapury widnieją w granicach gminy Puszczykowo. Formalnie jednak, z punktu widzenia prawa polskiego, gmina została zniesiona dopiero 1 stycznia 1951 roku, a jej obszar „włączony” do Poznania.